# Helicopter Association International
La HAI o L'Helicopter Association International è un'organizzazione professionale non-profit di 1.450 organizzazioni membri da 68 paesi del mondo.

## Obiettivi
Dal 1948 la HAI propone ai membri:
- i servizi che aiutano e sviluppano l'industria civile degli elicotteri.
- La HAI organizza i programmi di sicurezza, di professionalità
- La HAI promuove tutti i contributi fatti dall'uso degli elicotteri alla società secondo lo statuto dell'organizzazione.

## Membri italiani della HAI
- Agusta S.p.A., Varese
- Airgreen S.r.l, Robassomero
- Calzoni S.r.l., Milano
- European Air-Crane S.p.A., Firenze
- G.E.D.A. S.p.A., Firenze